# Третий пункт
 Третий пункт  Положения "О порядке увольнения от службы и определения вновь в оную неблагонадежных чиновников" от 7 ноября 1850 г. (позднее статья 788 Устава о службе по определению от правительства 1896 г.) - законодательная норма в Российской империи, позволявшая увольнять чиновника по усмотрению начальства без объяснения причин, мундира и пенсии.

## История
Устав о службе по определению от правительства (или Устав о службе гражданской) был введён в царствование Николая I и подробно регламентировал организацию служебной деятельности в гражданских государственных учреждениях Российской империи. Устав был первым российским документом такого рода, посвящённым исключительно вопросам штатской службы, поэтому (из-за отсутствия прецедентов в русском праве) составители Устава ориентировались на Уставы военные. Вследствие указанных причин Устав о службе гражданской получился чрезвычайно подробным и содержал ряд положений, противоречивших правосознанию чиновничества своего времени . Устав жёстко ограничивал чиновничество в гражданских правах и предусматривал безусловное подчинение государственного служащего не только закону, но и воле вышестоящего начальства: это как раз и иллюстрирует статья 788:
начальник имеет право отставить [чиновников] от должности по своему усмотрению и без просьбы их. На такое распоряжение уволенные не могут жаловаться, и все их жалобы, а также просьбы о возвращении к прежним должностям не должны быть вовсе принимаемы к рассмотрению, но оставлены без всякого действия и движения .
Историк государственной службы Е.П. Карнович, исследуя юридический феномен "Третьего пункта", пришёл к выводу, что к началу XX века в области служебного законодательства возникли "быть может, совершенно излишние порядки, и кроме того, вследствие различных преобразований во внутреннем государственном управлении, могут отыскаться в общей системе гражданского делопроизводства и такие правила, которые прежде были необходимы, но теперь оказываются или неуместными, или излишними" . Профессор П.А. Алексеев выразил это заключение ещё конкретнее: "Третий пункт заставляет чиновников видеть в лице начальства власть, стоящую как бы выше закона... Третий пункт есть узаконенное господство произвола" .

## Социальные последствия
Стремление зарекомендовать себя как благонадёжного человека, вызываемое постоянной боязнью внезапного и ничем не мотивированного увольнения и сопровождающееся не спадающим нервным напряжением, неизбежно приводит к необходимости выслуживаться, выказывать порой преувеличенное почтение к начальству. Как отмечал профессор Е.Н. Трубецкой, такой закон "перед всеми разномыслящими с министерством чиновниками ставит альтернативу – быть уволенными" . Поэтому "одна только возможность" увольнения по третьему пункту "немало способствует установившемуся сервилизму среди чиновничества низшего" .

## Восприятие чиновничеством
После 1905 года появилась группа периодических изданий, издававшихся самими чиновниками для освещения насущных проблем российской бюрократии. Крупнейшие из них - киевский «Спутник чиновника» и петербургский «Вестник чиновника». В центре внимания находилась проблема существенного отставания служебного законодательства от требований повседневности, а именно: существование «Третьего пункта» и система чинопроизводства. В них усматривали причину социальных и материальных трудностей чиновничества . В крупных городах, Санкт-Петербурге или Киеве, создавались потребительные общества и страховые кассы для чиновников. Но жёсткие ограничения, накладывавшиеся законодательством, зачастую обрекали на провал все попытки чиновников к объединению усилий. Так потерпела неудачу аналогичная попытка санкт-петербургского "Общества служащих в государственных учреждениях". Эта организация имела собственное периодическое издание, при котором было создано Бюро труда. Целью бюро было  трудоустройство чиновников по каким-либо причинам покинувших службу. Эта мера во многом была призвана стать противовесом печально известному "Третьему пункту".